# Almodóvar del Pinar
Almodóvar del Pinar – gmina w Hiszpanii, w prowincji Cuenca, w Kastylii-La Mancha, o powierzchni 94,04 km². W 2011 roku gmina liczyła 452 mieszkańców.